# Fate/unlimited codes
《Fate/unlimited codes》（日語：フェイト/アンリミテッドコード，命運／無限代碼）是以TYPE-MOON的Fate/stay night為基礎的動作格鬥遊戲。

## 概要
由於發展自Fate/stay night，都是圍繞第五次聖杯戰爭，但是玩家可以控制其他角色一路過關斬將取得聖杯，並且達到其他不可能出現在Fate/stay night的結局。

## 遊戲系統
聖杯
遊戲雙方被扣除的生命值都會被聖杯吸收，利用對方生命值填滿聖杯時，即可暫時性的得到聖杯的使用權（生命值發光代表獲得），在一定的時間內沒有出現令咒並使出魔力開放的話，聖杯會再度變成九分滿的狀態，等待填滿。但若聖杯技沒有發動成功或是在魔力計完全消耗完時沒發動，這回合聖杯將無法使用。
令咒當魔力計全滿時；獲得聖杯使用權時會出現。令咒出現就表示“可使用聖杯技”，這時就進行魔力開放並在魔力完全消失前發動聖杯技。
魔力計
角色的魔力計
角色特殊技：
超必殺技：每次使用時都會消秏一格魔力。
聖杯開放必殺技：使出條件是每當魔力計達到max，且聖杯全滿；令咒出現同時進行魔力開放。

## 登場人物
※登場人物以PSP版為準。
※部分服裝為PSP版限定。
衛宮 士郎（Shirou Emiya，聲：杉山紀彰）
初期角色之一，Fate系列的男主角。第五次聖杯的參加者之一，是Saber的御主。受養父衞宮切嗣的影響，為了成為正義的英雄而不斷修行。
※擁有兩款服裝：初期服及校服。
招式：主要是近身攻擊型，以拳腳及投影干將莫邪來攻擊，部分使用技巧與Archer相同，如鶴翼二連，同時具備優秀的遠攻能力（弓技）。
- 特殊能力：「聖劍的加護」魔力開放時的體力回復速度是其他角色的1.4倍，Combo中Cancel開放仍可回復體力。
- 超必殺技1：「必勝黃金之劍（Caliburn）」投影出Saber的Caliburn向對手作出斬擊（可一次砍掉Berserker十二試練的七次霸體）。
- 超必殺技2：「鶴翼三連」跟Archer一招式同名但略有差異。需對手防禦住第一次攻擊才會完整出現整套攻擊，不然只會丟一對飛刀出去（無論Berserker是否防禦成功都能銷去五次霸體）。
- 聖杯開放必殺技：「射殺百頭（Nine lives bladeworks）」投影Berserker的絕招「射殺百頭」（Nine Lives）作出十二次連擊，用後會出現硬直（詳看Heaven Feel中反噬反應）。如果對手是言峰綺禮，招式會改為短劍攻擊（詳看動畫版結局）。

Saber（聲：川澄綾子）
初期角色之一，Fate系列的女主角之一。與士郎訂定契約．劍士的英靈，是個擁有一頭亮麗金髮與深綠眼睛的美少女。性格忠誠老實，一本正經，不愛言談，也很有責任感。真实身份是不列顛傳說的英雄亞瑟王，真名為阿爾托利亞（Alturia Pendragon）的女性，擁有亞瑟王的聖劍湖中劍「誓約勝利之劍（Excalibur）」。來到現世，目的只有一個，取得聖杯並實現回去古時不列顛，把王位傳於下一代。Saber Lily裝所持有的武器為石中劍「必勝黃金之劍（Caliburn）」。與原作的Saber不同，一開始就以女性的身份拔劍，喜歡精緻食物跟甜點。
※擁有三款服裝：騎士服（初期），便服及Saber Lily裝。
招式：寶具誓約勝利之劍為她帶來優秀的近戰能力，相對強大的近戰能力，她幾乎沒有任何遠攻能力。
- 特殊能力：「風王結界」超必殺技－風王鐵槌更換為超必殺技－-誓約勝利之劍，敵人受到攻擊的後仰時間變長，背景音樂更換為誓約勝利之劍（約束された勝利の剣）。
- 超必殺技1：「風王鐵槌（Strike Air）」向對手放出由下往上擊飛的旋風攻擊。
- 超必殺技2：「遺世獨立的理想郷（Avalon）」Avalon是傳說中亞瑟王死後到達的「理想鄉」，連五大魔法都無法對其干涉，是Saber的終極防禦技。可擋住對方任何攻擊（即使是聖盃技也一樣）並反擊對手。但若是抓技（防禦無效技）則不會發動反擊，只會將對手攻擊取消。
- 超必殺技3：「誓約勝利之劍（Excalibur）」解開風王結界，由王者之劍施放威力強勁的金色衝擊波。
- 聖杯開放必殺技：「誓約勝利之劍（Excalibur）」聖杯狀態的誓約勝利之劍，較上頂追加了數下斬擊，把對手擊上空中後再放出金色衝擊波。

遠坂 凜（Rin Tohsaka，聲：植田佳奈）
初期角色之一，Fate系列的女主角之一。凜為遠坂家代表參加聖杯戰爭，但因為Archer擅自行動離開了她而被迫親自上陣跟其他御主及從者戰鬥。擅長「寶石魔術」，一般魔力在自己體外後容易氣化難以保存，但是遠坂的血統與寶石相性相當的高，可以把自己多餘的魔力保存，日積月累下來下的威力（跟價值）都相當可觀。
※擁有兩款服裝:初期服及校服。
招式：中國拳法；寶石魔術（數量有限制）；咒彈。
- 特殊能力：「Zelretch‧Facility」魔力解放時寶石數量無限，結束後數量回到解放前的數量。
- 超必殺技1：「功程四拍」向對手使出四招中國拳法。
- 超必殺技2：「Cutting・Sevencolors（寶石炸裂）」先丟五顆追尾光彈，再一口氣射出大量寶石來攻擊敵人，在空中也可以發動。
- 聖杯開放必殺技：「寶石劍（Zelretchi）」揮動寶石劍，並發出可和『約束的勝利之劍』媲美的強烈光芒來攻擊對手。

間桐 櫻（Sakura Matou，聲：下屋則子）
初期角色之一，Fate系列的女主角之一，遠坂凜的親生妹妹。櫻在遊戲登場時已經接受了黑影，成為第八個從者Avenger的主人同時黑化了（黑化形態是擁有一頭銀髮，血紅色空洞的雙瞳，身體佈滿受黑聖杯影響的令咒，以及一襲由黑影魔力形成的黑色長裙，之後簡稱黑櫻以跟黑化前的間桐櫻區別）。同時擁有聖杯及間桐櫻意識，討厭遠坂凜及言峰綺禮，但依然喜歡衛宮士郎。第五次聖杯戰爭中代表間桐家出戰，但目的是完成聖杯以達到她的目標。
招式:黑櫻的招式屬於中距離觸手系，身上的黑影長裙可以化為武器攻擊對手。
- 超必殺技1:呪層界．胎蔵曼荼羅（heavens fall）:施放袖子的觸手捉著對手，然後拖到黑影沼中蹂躪。於Fate/StayNight中登場，用來吸盡凜的魔力
- 超必殺技2:飢餓:在對手面前放出Angri mayu並像氣球般后爆炸。
- 聖杯開放必殺技:呪層界．惡心祝祭（Art・Angri mayu）:先以觸手捉住對手，再召喚影巨人把被懸在半空的對手施以沉重一擊。

Archer（聲：諏訪部順一）
初期角色之一，與凜訂定契約．弓兵的英靈。遊戲中脫離凜單獨行動，以實現參加聖杯戰爭的最初目的。同時擅長弓技及近身戰，但Archer卻喜歡近身戰，拿手的武器是雌雄雙刀－干將莫邪。
※擁有兩款服裝:初期服裝、脫下紅袍的裝束(PSP版限定)。
招式:使用投影魔術製造出干將莫邪展開近戰，也可把干將莫邪投擲出去(鶴翼二連)，與士郎不同的地方在於投擲出去的干將莫邪可追加指令飛回來。同時也能變成弓矢狀態進行遠距攻擊。
- 特殊能力:無限劍製:集滿劍製計數器後魔力全滿解放可發動，追加技能BladeDance(↓↓強)，可使用無限劍舞。
- 超必殺技1:鶴翼三連:跟士郎一招式同名但略有差異。需對手防禦住第一次攻擊才會完整出現整套攻擊，不然只會丟一對攻擊力超弱的飛刀出去。（無論Berserker是否防禦成功都能銷去五次霸體）。
- 超必殺技2:赤原獵犬﹔發動之後，若是被對手防禦下來而彈開，箭則會在數秒後飛回來追擊，一共攻擊三次。但這中間若是Archer遭受到攻擊（防禦下來不算），則回射效果會被迫中斷。另外只要招式擊中對手，後面則不會再有追擊。
- 超必殺技3:偽．螺旋劍（Kaladbolg II）:只能在空中使用，而且要轉換成弓矢模式。
- 超必殺技4:無限劍製（Unlimited Blade Works）咏唱:累加一個劍製計數器，並且Archer會唸出無限劍製的經典台詞(分七段，每成功累計一次念一段，最後一段則是在啟動無限劍製時念出)，由於詠唱時會取消上個招式的僵持，因此大多情況被拿來當成斷僵技。
- 超必殺技5:熾天覆之七重圓環（Lo Aias）:Archer的終極防禦寶具:可抵擋任何遠距離放出系攻擊，但只能在魔力解放的狀態下才能發動。魔力低於一格的狀態下，會在發動後的瞬間補滿一格，若發動後按著不放，可繼續維持到魔力耗盡，使用後會解除魔力解放狀態。
- 聖杯開放必殺技:無限劍舞（Unlimited Blade Dance）:無限劍製發動時才能使用，始動技為召喚數把劍襲向對手，無論在空中或地上被任何一把劍擊中就會被鎖定進入動畫全彈命中。結界上空出現铺天盖地的兵器向對手刺下並貫穿對手。(Archer算比較特殊的角色，他的EX技能可無視聖杯狀況，只需達成無限劍製條件即可發動)

Berserker（聲：西前忠久）
初期角色之一，狂戰士的英靈。其身份是海格力斯（Heracles），是伊莉雅的從者，擁有能使持有者重生11次並且記錄傷害持有者的寶具使其再一次攻擊持有者無效化的寶具「十二的試練（God Hand）」。海格力斯是這次愛茲貝倫家犯規召喚來的從者，以犧牲理性的方式換取壓倒性的破壞力。
招式:使用斧劍打近戰，而且有霸體，在發動攻擊的同時受到攻擊不會倒下(僅第一下，受到超過一次攻擊仍會被中斷)。
- 特殊能力:十二的試練:魔力全滿解放，追加十一次霸體，受到超必殺技攻擊會減少五次，特定招式會減少更多。
- 超必殺技1:蹂躪編年史:將敵人抓住並摔個兩下，第三下再用斧劍重重地劈向對手。此招屬於投技，無法防禦。
- 超必殺技2:巨神一擊（Gigantomachy）:用斧劍重重地朝對手劈下去。
- 聖杯開放必殺技:射殺百頭（Nine Lives）:向對手連續使出一百次斬擊。

Rider（聲：淺川悠）
初期角色之一，騎兵的英靈，服從於間桐櫻（並非黑櫻）。其身分為希臘神話中的女妖美杜莎（Medusa，又譯梅杜莎，即「蛇髮女妖」），因而有「妖艷的黑蛇」的稱號。雖然跟間桐櫻已非主僕關係，但為了把黑櫻回復原狀而參戰。具有極高的機動性，持有寶具為「他者封印•鮮血神殿（Blood Fort Andromeda）」。
※擁有兩款服裝:初期服、便服(PSP版限定)。
招式:擁有良好的機動性和跳躍力，遊戲上主要以踢擊和用鎖鏈捕捉對手。
- 特殊能力:石化魔眼:使用過自我封印．暗黑神殿後魔力全滿解放，對手的行動速度下降75%。
- 超必殺技1:騎英之韁繩（Bellerophon）：飛向空中後，宛如彗星一般殞落撞擊對手，從中有露出天馬的模樣出來。
- 超必殺技2:自我封印．暗黑神殿（Breaker Gorgon）:取下眼罩張開雙眼，傷害值提升。
- 聖杯開放必殺技:騎英之韁繩（Bellerophon）：利用雙眼的魔力使人動彈不得後，跑到遠處衝撞對手。有點類似超必殺技1。

Assassin（聲：三木真一郎）
初期角色之一，暗殺者的英靈，以佐佐木小次郎之名召喚出來的無名劍士，雖然沒有「氣配遮斷（Presence Concealment）」這樣能偷偷靠近暗殺對象的特殊技能。但卻能讓心有如明鏡止水，藉由武人的無想之域達到氣息遮斷的境界。因歷史上不實存在佐佐木小次郎這個人物，故此他屬於架空的英靈。御主是Caster，由Caster利用自身也是魔術師的規則漏洞召喚出來（魔術師可召喚從者）。
招式:使用長刀為武器進行劍術攻擊。
沒有任何寶具，但憑著一己之力練出了「秘劍．燕返」（同一時間斬出三刀），根據Saber所敘「燕返」的造成為「多重空間曲折現象」單憑劍術不靠任何寶具及魔術就達到如此境界。單論劍技的話是眾從者中最強的，連Saber也未必是其對手。
- 特殊能力:宗和的心得:魔力全滿解放，攻擊時對手的REFLECT GUARD無效。
- 超必殺技1:秘劍．燕返:同一時間斬出三刀，距離越近殺傷力越大，貼近對手時能破防。
- 聖杯開放必殺技:秘劍．燕舞:快速斬擊對手多次後，在對手倒下前在發動一次燕返。

Caster（聲：田中敦子）
初期角色之一，魔術師的英靈，能夠使用自神話時代以後就不存在的高等魔術。真实身份為美狄亚（Medea），在希臘神話中是以背叛和欺騙聞名的女巫，御主是葛木宗一郎。
※擁有兩款服裝:初期服及拿下頭罩(PSP版限定)。
招式:使用各種魔術技巧戰鬥。
- 特殊能力:高速神言:魔力全滿解放，部分技能解除無法連續使用的限制。
- 超必殺技1:萬戒必破之符（Rule Breaker）:此招為反擊技。在前方佈下魔法陣，當對手攻擊魔法陣時，會將中斷對方的攻擊並將之冰凍，再用萬戒必破之符刺對手，讓對手的魔力計完全歸零。但殺傷力較弱（若對方用超必殺技就無效）。
- 超必殺技2:コリュキオン:用手畫出陣式後，會出現一顆巨大的雷電光球。雖然移動速度很慢，但若攻擊成功損傷值很高。
- 超必殺技3:魔幻．光彈之雨:此為聖杯必殺技的第一段攻擊！可消耗一格魔力計發動。在地上佈下魔法陣捕獲對手，成功捕獲後，在上空張開披風（宛如蝙蝠）。射出數道魔力光束轟炸對手。
- 聖杯開放必殺技:神官魔術式．灰之花嫁（μαχη Hecatic Graiae）:超必殺技3的第二段，背後和前面出現巨大的魔法陣，放出一道巨大光束攻擊對手。

Lancer（聲：神奈延年）
初期角色之一，槍騎兵的英靈。個性自我、豪放不羈，重視約定勝於性命。真身為愛爾蘭神話英雄庫丘林（Cú Chulainn，又譯庫夫林）。先後待奉兩位御主（巴婕特（前任），言峰綺禮（現任）），喜歡單獨行動與痛快淋漓的戰鬥。
※擁有兩款服裝:初期服、便服(PSP版限定)。
招式:利用長槍進行中距離攻擊。
- 特殊能力:戰鬥續行:魔力全滿解放，防禦開放的魔力量從200%下降到100%。
- 超必殺技1:刺穿死棘之槍（Gae Bolg）:可在空中使用，但會變成往上方刺去再將敵人插回地面（空中使用多450傷害）。普通狀態下須消耗兩格魔力計發動。但在魔力解放狀態下只須消耗一格魔力計便可發動。
- 超必殺技2: 四枝之浅瀬（Áth nGabla）:增加回魔量，但實際效益並不太大、頂多拿來當作連擊中的強制中斷技。
- 超必殺技3:突穿死翔之槍（Gae Bolg）:跳到空中將矛以魚矛使用方式投出。
- 聖杯開放必殺技:突穿死翔之槍（Gae Bolg）:與必殺3同名，是必殺3的強化版，先將敵人踢上空中後跟上去將槍以魚矛使用方式投向對手心臟。

言峰 綺禮（Kirei Kotomine，聲：中田讓治）
初期角色之一，此次的聖杯戰爭擔任監督的神父，有著言行複雜常人不能理解的地方。曾參加过上次（第4次）的聖杯戰爭。遠坂凜的监护人及師兄，愛吃麻婆豆腐。同時控制Lancer和Gilgamesh兩個從者。
招式:八極拳、黑鍵。
- 特殊能力:此世全部之惡:魔力全滿解放，攻擊力變成1.2倍。
- 超必殺技1:絶拳:打出八極拳，最後一拳會發出黑色的氣把對方打飛。
- 超必殺技2:黒蛇現照（Aži Dahāka）:將存在於體內的“聖杯的邪念”，以“波”的形式釋放出體外來波擊對手。
- 聖杯開放必殺技:此世全部之惡（Angra Mainyu）:绮礼稍稍前移放出打击技並放出咒语將對手捉住，同時绮礼背後出现大量的黑色觸狀物体向對手襲去。

吉爾伽美什（聲：關智一）
初期角色之一，為蘇美爾傳說中烏魯克的國王，前回（第4次）聖杯戰爭位階Archer（弓兵），並與Saber留到戰爭的盡頭。個性超級自大，完全的自我中心，但本人自稱「不驕傲的哪算是王!」。除了他大概沒有其他英靈可以抵抗聖杯的黑色物質，他的高傲就連黑色物質也沒有辦法污染。
※擁有兩款服裝:初期服及便服（連髮型也改變）。
招式:遠近作戰的能力相當優秀，可通過手動切换的兩種戰鬥模式模式（拿着乖离劍Ea砍殺/使出王之財寶砸人），使用難度較高，對新手來說較難上手。
- 特殊能力:王的財寶:魔力全滿解放，追加技能王的財寶(↓↓REFLECT GUARD)。
- 超必殺技1:王之財寶（Gate of Babylon）:源自於吉爾伽美什收集全世界的寶具，將無數的寶具原型當成箭射出。
- 超必殺技2:天地乖離．開闢之星（Enumaelish）:使用乖離劍Ea放出紅色的衝擊波。
- 聖杯開放必殺技:天地波濤．終局之刻（Uta･napishtim）:用天之鎖將對手拖過來，取出寶庫中的各種武器向對手斬擊後，用天之鎖捉住目標再將無數的寶具原型當成箭射向目標。（對無神格敵人）對有神格的敵人最後一擊為取出Ea放出紅色衝擊波（既為第二招）但兩種模式傷害相同。有神格角色為Berserker、Lancer和他本人（此聖杯技後期的發動手續非常複雜，因此很少人成功發動）。

巴婕特（Bazett Fraga Mcremitz，聲：生天目仁美）
初期角色之一，槍兵原本的主人。
招式:使用強化魔術來強化拳腳進行肉搏戰。也能放出鐵球，製造逆光劍來刺穿對手。
- 特殊能力:FullMetel‧Rune:魔力全滿解放，手腳皆賦予倫文字的強化。
- 超必殺技1:（名稱待補充）：讓雙腳填充魔力，跳起來之後把敵人踹飛，接著再踩在腳下滑行。
- 超必殺技2:將逆光劍直接射出的招式，單發威力很弱，但若已有配置逆光劍，則會一同發動。
- 超必殺技3:：逆光劍配置。最多能配置兩個，一場戰鬥只能用三次，每次配置消耗半格魔力。
- 聖杯開放必殺技:：在場地上有配置逆光劍的情況，並發動聖杯開放狀態，若這段時間對手進行任何攻性必殺技（反擊技不算），只要發動聖杯必殺技，就能強制中斷對手絕招，並先行攻擊。這招會消耗兩個逆光劍，場上設置的，以及手上持有的。（如果對手是Lancer，並使用這招進行反擊，則會出現逆轉因果失敗而產生矛盾的相殺畫面，雙方會同時中招而倒地）。
- 聖杯開放必殺技:：在場上配置兩個逆光劍，並發動聖杯開放的時候擊中對手即可。會將對手打飛，再連續射出三次逆光劍。（這招會消耗所有逆光劍，若是要發動這招，那這場戰鬥中就不能用掉任何一個逆光劍。）

露維亞瑟琳塔‧艾蒂菲爾特（Luviagelita Edelfelt，聲：伊藤靜）
遊戲角色之一，是名淑女。凛擅长的中国拳法而她擅长摔跤。和凜一樣使用寶石魔術和咒彈。和凜不一樣的是她的寶石數量幾乎沒限制（可想而知她比凜還有錢）。她和凜在时钟塔时是同为宝石翁門下的競爭對手。追到日本這極東之地也只是爲了和凜分出高下（?）
※遊戲上有兩種不同顏色的洋裝（藍色和粉紅色）；也多出三種不同的抓技攻擊(巴掌連擊；咒彈射擊；寶石連擊)。
招式:使用摔角技和寶石魔術，寶石數量沒有限制。
- 特殊能力:淑女的謹慎:魔力全滿解放，對手抓技無效化，超必殺技的抓技仍有效。
- 超必殺技1:四式連擊:連續射出許多的咒彈，在空中也可。
- 超必殺技2:先踢倒對手並抓住雙腳在地上轉幾圈，拋向空中後捉住對手使出摔技。
- 聖杯開放必殺技:先丟冰屬性寶石凍結對手；再用風屬性寶石攻擊並打上空；之後在地上丟幾顆火屬性寶石當作地雷。然後跳到上空去坐在對方身上讓對方掉落在火屬性寶石上。(坐在對方身上時她會發出大小姐般的笑聲)

莉茲里特（Leysritt，聲：宮川美保）
遊戲角色之一，人物稱號「天之杯的侍女」。
招式:瑞士戟和超越一般人擁有的怪力
- 特殊能力:アイゼン・レーム:魔力全滿解放，產生霸體狀態，受到攻擊持續時間會加速減少。

Zero Lancer（聲：绿川光）
隱藏角色之一。真實身份為愛爾蘭神話英雄迪盧木多．奧迪那（Diarmaid Ua Duibhne）。
眼睛右下角有一顆痣，能夠令女性無條件愛上他。很著重騎士道，是以個人名譽而戰鬥的男人。其願望是為他的主人盡忠到最後。
招式:雙槍(分別是紅槍和黃槍)
所持有的寶具分別為「破魔的紅薔薇」與「必滅的黃薔薇」。
「破魔的紅薔薇」可以切斷魔力的魔槍，能讓魔力形成的東西無效化。
「必滅的黃薔薇」具有擊中後，令傷口不能被治癒的詛咒。
- 超必殺技1:破魔的紅薔薇:最高可連續發動三次，一次扣一格魔力（只要擊中對手，對方也會扣一格魔力）。
- 超必殺技2:必滅的黄薔薇:命中後會擊中對手心臟，並出現黃色荊棘（對手中招後無法回血）。
- 聖杯開放必殺技:悲戀撩亂：用紅薔薇刺穿對後，並使其固定在地面，接著再站在紅薔薇上，對著被刺穿的對手使用黄薔薇亂擊，最後再跳起來朝對手扔出黄薔薇做結束。

Saber Alter（聲：川澄綾子）
隱藏角色之一，是Saber被黑櫻吞噬並黑化奴役後的形態，因此御主理所當然地由士郎變成黑櫻。相比Saber擁有的亮麗金髮與深綠眼睛的美少女形象，Saber Alter的形態則是偏白金髮黃眼，膚色蒼白。不變的是，她的性格依然忠誠老實，一本正經，不愛言談，忠實地協助黑櫻。擁有的亞瑟王聖劍Excalibur（誓約勝利之劍）因為黑化而同樣變得漆黑。
※擁有兩款服裝:騎士服（初期）(PSP版限定)，哥德洋裝。
- 特殊能力:龍爐開城:魔力全滿解放，攻擊力增加。
- 超必殺技1:約束勝利之劍（Excalibur）:由縱劈改為橫砍。
- 超必殺技2:卑王鐵鎚:將對手擊飛到空中，可繼續追加攻擊，每追加一次消耗一格魔力（若按太快，最後一下會打不到）。
- 聖杯開放必殺技:約束勝利之劍（Excalibur）:追加斬擊改為黑泥攻擊，最後一擊同上為橫砍。

### 其他角色
伊莉雅蘇菲爾．馮．愛因茲貝倫（Illyasviel von Einzbern，配音員：門脇舞以）
爱稱伊莉雅（Iriya），七名御主（マスター，master）之一，是狂戰士的主人。為不能使用的角色，只會出現於戰鬥前/後的動畫及過關劇情中或是在ARCADE模式通關後以一種小遊戲的形式出現。
達成指定條件後可將其聲音設為系統音。
葛木 宗一郎（Souichirou Kuzuki，聲：石塚運昇(因中多和宏有事而無法在本作配音，由石塚運昇代役)）
穗群原学园的教師，忠誠老實沉默寡言而非常严格的人物，是Caster的御主。跟伊莉雅一樣是不能使用的角色，只會出現於過關劇情中。

## 故事結局
遊戲中，共有16個結局。

### 衞宮士郎路線
即Fate/stay night的Fate路線。

### Saber路線
跟士郎一樣，Saber線結局即Fate/stay night的Fate路線。
完成聖杯戰爭，完成與士郎的約定，破壞聖杯后，終於可以放下從者的身份，得到解脫的王回到自己的時代，歸還精靈之劍，在樹下平靜的死去，終於得到安息。

### 遠坂凜路線
勝出聖杯戰爭後，暫時用不著聖杯而將之封印起來。Archer之後姍姍來遲回到凜身邊，但因為凜的魔力沒法維持Archer的需要而把Archer縮小（但口頭上則說是對Archer擅自離開行動的處分）。

### Archer路線
打倒了自己挑起戰鬥的士郎後又擊倒了最大阻礙的Gilgamesh，替凜贏得聖杯戰爭後留下來與凜並肩作戰

### 間桐櫻路線
打敗了「原我」黑櫻後，黑櫻口中碎唸著當聖杯完成後要做的事。然而，她已經忘記了一直令她維持自我的人----士郎，只留下「呀？前輩...是誰？」的唏噓回應。

### Rider路線
打倒黑櫻後，Rider把她淨化回復原狀。可是Rider的魔力已經耗盡，跟櫻互訴心聲便消失了。

### Caster路線
原來以為將所有從者打敗後便可以使用聖杯令宗一郎復活，不料魔力不足。最後她自我犧牲下，讓聖杯魔力充足，同時宗一郎復活，但宗一郎清醒時，他不知道Caster已經消失在世界上了‧‧‧

### Assassin路線
被Caster召喚後，被令咒強迫守著柳洞寺山門，之後又被令咒強迫攻擊受傷的Saber而心生不滿，當Berserker襲擊柳洞寺時，小次郎用計讓Caster用掉最後一個令咒命令他死守，藉此殺了失去牽制力的Caster，並在擊倒Berserker後感覺到自己快要消失了而感慨。

### Lancer路線
Lancer殺死言峰後，身體因為魔力耗盡而開始消失，消失前向原御主巴婕特訴說應該為他的表現而驕傲。

### 言峰綺禮路線
當他勝出後，便向到手的聖杯許下毀滅世界的願望。

### Gilgamesh路線
打敗Saber後，讓她沾上聖杯的黑色物質而被侵蝕心靈，並且以嘲諷的形式聆聽Saber受侵蝕時的痛苦呻吟聲。

### 巴婕特路線
正當巴婕特為奪得最後勝利而高興時，突然感到心胸疼痛，眼前一黑，發現自己身處一片黑暗之中。原來...巴婕特原本被言峰綺禮殺死（詳細資料請參看Lancer劇情），並被黑櫻吞噬了，一切只是它在黑櫻體內做的夢。

### 莉兹里特路線
打敗黑櫻後，她並沒有殺死她，反而把黑櫻淨化了。正當她為伊莉雅和櫻終於得到幸福感到高興時，身體卻受不了連場惡戰而機能停頓了。後來靈魂轉換到新素體就開始活動，雖然和舊版記憶有所不同，但似乎還記得伊莉雅和其他人。

### Saber Alter路線
為了替黑櫻完成聖杯將所有人都消滅後出現了原本的Saber，那是內心還殘留的理想的自己，將Saber消滅後徹底接受了這股絕望。

### Berserker路線
為了守護伊莉雅而打倒了所有的敵人，但由於要湊齊七人英靈讓聖杯降臨，而被伊莉雅用令咒強迫自殺，然而Berserker沒有動過抵抗的念頭，最後以模糊的視線目送伊莉雅前往天之杯。

### 露維亞路線
最後抛開聖杯不管，與凜相約較量摔角。

## 主題歌
「Code」(PS2版)
作詞 - 松村龍二 / 作曲・編曲 - 板垣祐介 / 歌 - 田井中彩智

## 相關項目
- Fate/stay night
- Fate/hollow ataraxia
- Fate/Zero

## 外部連結
- （日語）Fate Unlimited Code（Fate Unlimited Code遊戲官方網站，有PlayStation 2及PSP版本）